# Polikarpov VIT-2
Polikarpov VIT-2 (Vozdooshny Istrebitel' Tahnkov—Pháo diệt tăng bay) là một loại máy bay cường kích hai động cơ của Liên Xô, được phát triển trước Chiến tranh thế giới II. Chỉ có 1 mẫu thử được chế tạo năm 1938 cho mục đích đánh giá.

## Tính năng kỹ chiến thuật
Dữ liệu lấy từ Gordon, Soviet Airpower in World War 2
Đặc tính tổng quan
- Kíp lái: 3
- Chiều dài: 12,25 m (40 ft 2 in)
- Sải cánh: 16,5 m (54 ft 2 in)
- Diện tích cánh: 40,76 m2 (438,7 foot vuông)
- Kết cấu dạng cánh: Clark YH
- Trọng lượng rỗng: 4.032 kg (8.889 lb)
- Trọng lượng có tải: 6.302 kg (13.894 lb)
- Động cơ: 2 × Klimov M-105 , 783 kW (1.050 hp) mỗi chiếc
- Cánh quạt: 3-lá VISh-61, 3,3 m (10 ft 10 in) đường kính

Hiệu suất bay
- Vận tốc cực đại: 513 km/h (319 mph; 277 kn) trên độ cao4.500 mét (14.764 ft)
- Tầm bay: 800 km (497 mi; 432 nmi)
- Trần bay: 8.200 m (26.903 ft)
Vận tốc đối đa trên mực nước biển: 486 km/h (302 mph)

Vũ khí trang bị

- Súng:
- 2 x pháo Sh-37 37 mm
- 4x 20 mm pháo ShVAK
- 2x súng máy ShKAS 7,62 mm
- Bom: tổng cộng lên tới 1.000 kg (2.200 lb)